# Benito Juárez 1ra. Sección, Tabasco
Benito Juárez 1ra. Sección är en ort i Mexiko.   Den ligger i kommunen Huimanguillo och delstaten Tabasco, i den sydöstra delen av landet, 600 km öster om huvudstaden Mexico City. Benito Juárez 1ra. Sección ligger 15 meter över havet och antalet invånare är 654.
Terrängen runt Benito Juárez 1ra. Sección är mycket platt. Runt Benito Juárez 1ra. Sección är det ganska tätbefolkat, med 67 invånare per kvadratkilometer. Närmaste större samhälle är Villa la Venta, 17,7 km väster om Benito Juárez 1ra. Sección. Trakten runt Benito Juárez 1ra. Sección består till största delen av jordbruksmark.